# Volvo Amazon
Volvo Amazon (Вольво Амазон) — автомобіль середнього класу, що випускався компанією Volvo Cars в період з 1956 по 1970 роки. Автомобіль був представлений в США як модель 122S у квітні 1959 на Нью-Йоркському міжнародному автосалоні.

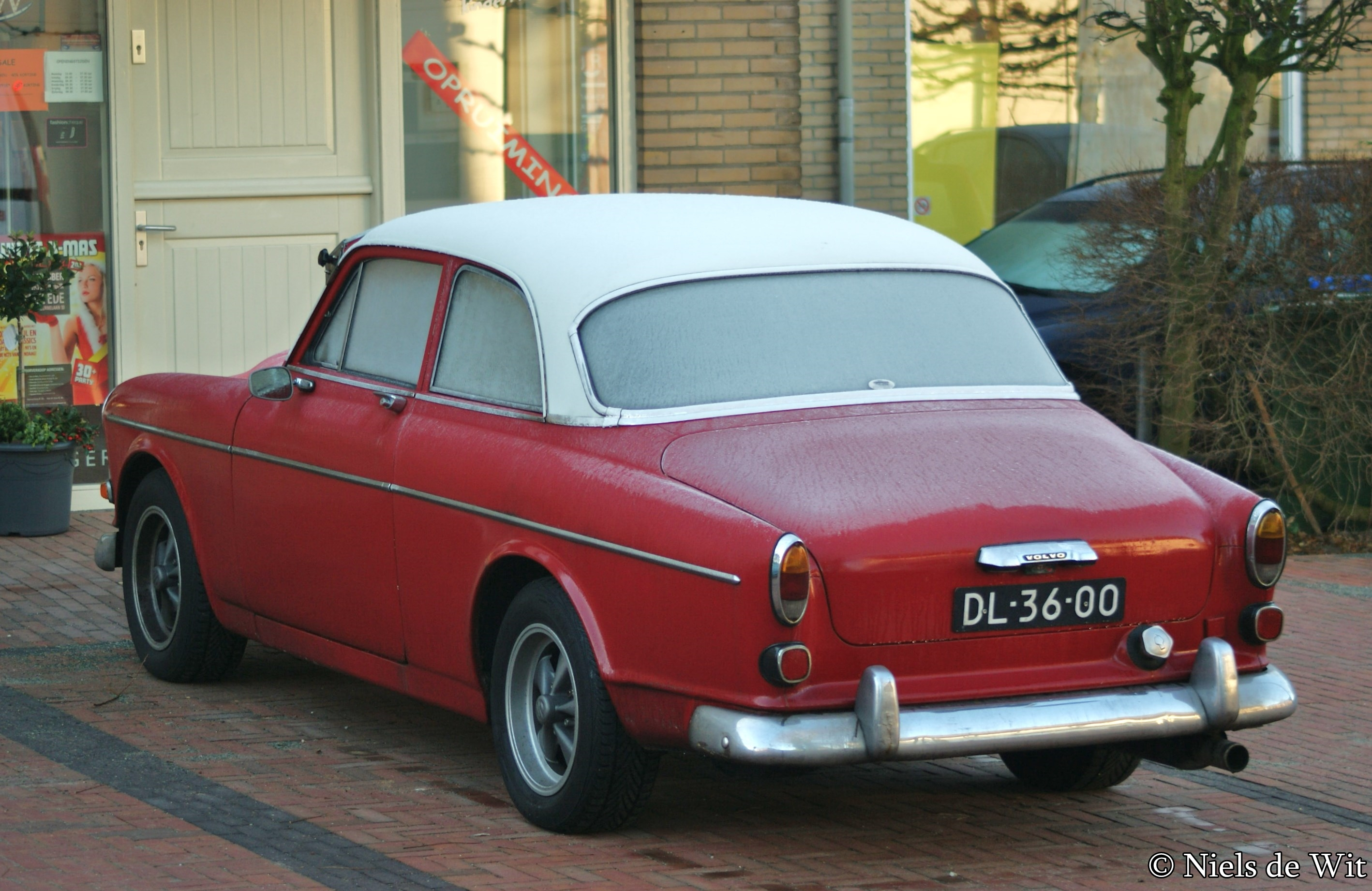
Volvo P130

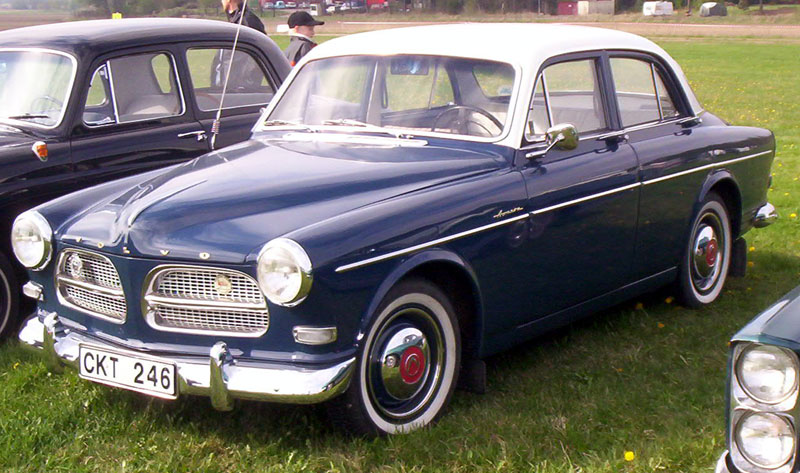
Volvo P121

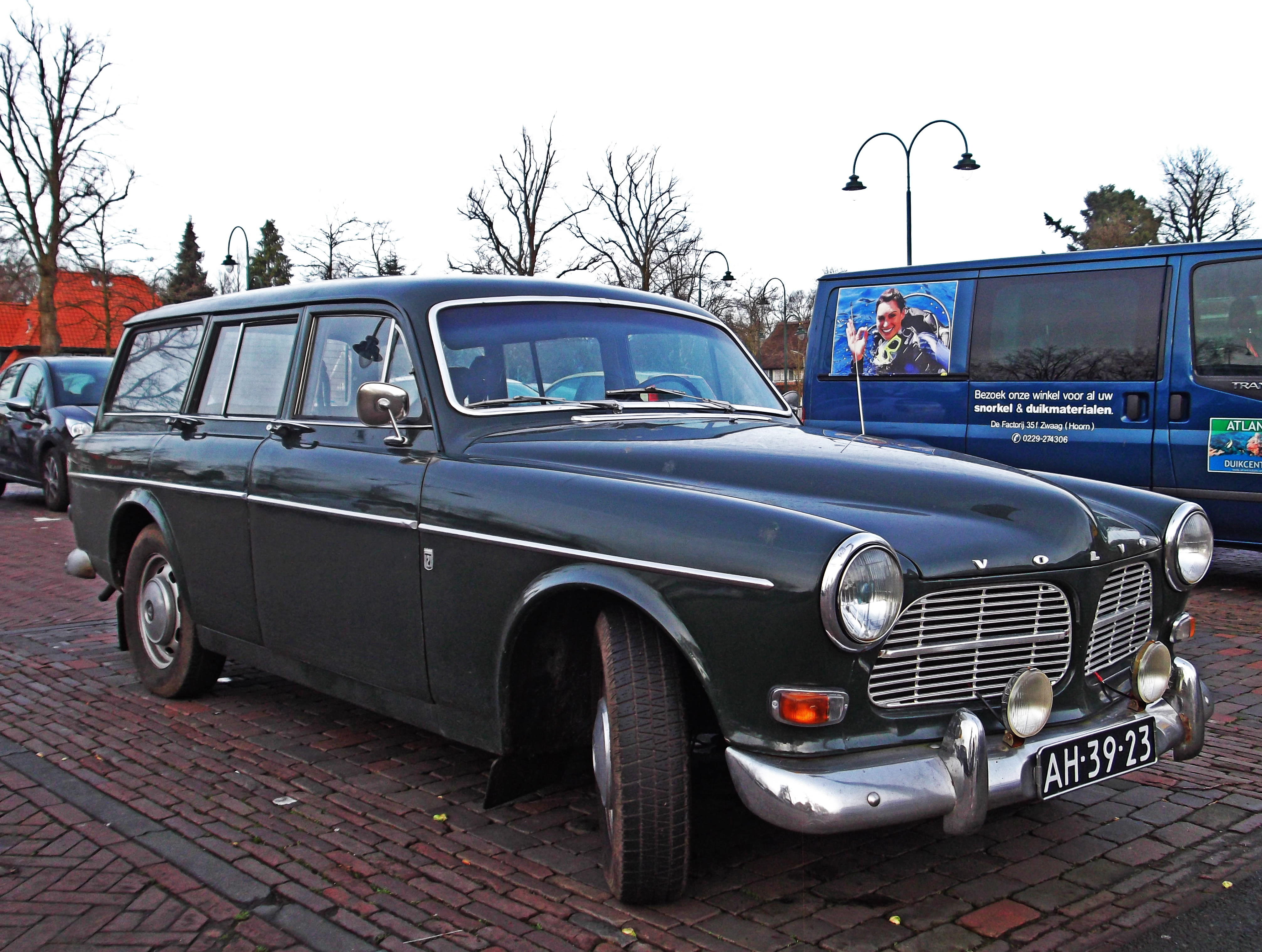
Volvo P220

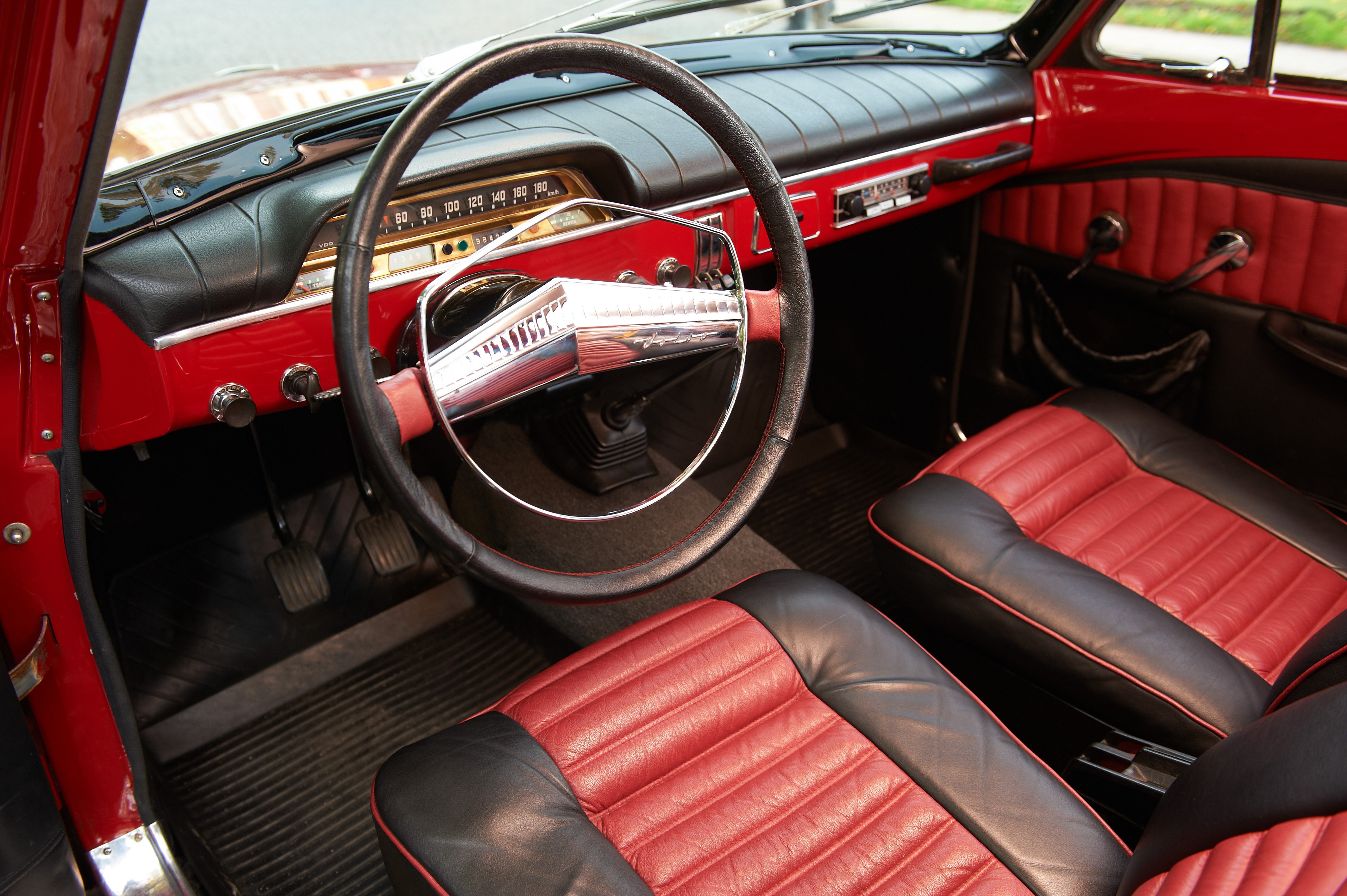

Амазон отримав колісну базу від свого попередника, PV і був доступний в трьох варіантах кузова: P120 — оригінальний чотиридверний седан, P130 — дводверний седан, а P220 — чотиридверний універсал. На 1959 рік, компанія Volvo стала першим у світі автовиробником, що встановлював в стандарті ремені безпеки, починаючи з Амазону, включаючи експортні моделі, а потім і вперше встановивши триточкові ремені в стандарті.
Назва автомобіля Amason (з буквою «s») відсилає до давньогрецької міфології, до амазонок. Раніше, німецький виробник мотоциклів Kreidler вже зареєстрував цю назву, і дві компанії домовилися, що Volvo може використовувати його тільки у Швеції, змінивши назву експортних моделей на Amazon. Згодом, Volvo ввела власну тризначну номенклатуру, і ця лінійка стала відома як 120 серія.
Спочатку, Амазон випускався на заводі Volvo в Лундбю, Гетеборг, а потім на заводі в Торсланді, який почав функціонувати в 1964 році. Після закінчення виробництва було випущено 234 653 седани, 359 917 купе і 73 220 універсалів, з яких 60 % були відправлені на експорт. В цілому був випущений 667 791 автомобіль.

## Двигуни
- 1583 cc B16 I4 60-76 к.с.
- 1778 cc B18 I4 68-96 к.с.
- 1986 cc B20 I4 82-103 к.с.